# Laura Wright
Laura Wright, all'anagrafe Laura Sisk (Clinton, 11 settembre 1970), è un'attrice televisiva statunitense.
Nota per il ruolo di Allison "Ally" Rescott in Quando si ama, La valle dei pini e The City, di Cassie Layne Winslow in Sentieri e di Carly Corinthos in General Hospital.

## Biografia
Divenne famosa per aver interpretato dal 1997 al 2005 Cassie Layne Winslow nella celebre soap Sentieri (Guiding Light). In precedenza, aveva lavorato in Quando si ama, dove era la "moglie" del personaggio interpretato da Paul Anthony Stewart, ritrovato poi anche nel cast di Sentieri. All'epoca si faceva chiamare ancora con il nome da nubile Laura Sisk; da sposata, ha poi cambiato il suo cognome in Wright.

## Filmografia

### Cinema
- Joy (2015)

### Televisione
- Quando si ama – soap opera (1991-1995)
- La valle dei pini – soap opera (1991-1992)
- The City – soap opera (1995-1997)
- Sentieri – soap opera (1997-2005)
- General Hospital – soap opera (2005-in corso)
- Hit the Floor – serie TV, 1 episodio (2013)

## Doppiatrici italiane
- Paola Della Pasqua in Sentieri
- Marisa Della Pasqua in Sentieri
- Paola Valentini in Quando si ama
- Georgia Lepore in Quando si ama
- Giuppy Izzo in Joy